# На межі (фільм, 1997)
«На межі» (англ. The Edge) — американський пригодницький фільм 1997 року. Зйомки фільму переважно відбувалися у канадській провінції Альберта. Деякі епізоди були зняті в іншій провінції — Британській Колумбії. Світова прем'єра відбулася 26 вересня 1997 року.

## Сюжет
Мільярдер Чарльз Морс разом зі своєю дружиною — фотомоделлю Міккі та фотографом Робертом Гріном прибувають на Аляску до віддаленої оселі. На меті — відпочинок і фотосесія в місцевих суворих умовах. Проте зробивши кілька знімків з Міккі, Роберт в будинку власника звертає увагу на знімок мисливця, на ім'я Джек Гоук. Він вирішує зробити знімок саме цього мисливця. Узгодивши це питання, Роберт Грін та його помічник Стівен разом із Чарльзом Морсом на літаку вирушають на пошуки Гоука. Під час польоту літак натрапляє на зграю птахів та потрапляє в аварію. Пілот гине, а Чарльз, Роберт та Стівен намагаються вижити залишившись сам на сам з природою. Рухаючись у лісі, вони привертають увагу ведмедя, який починає їх переслідувати та зрештою вбиває Стівена. Чарльз і Роберт залишаються вдвох та у пошуках виходу натрапляють на занедбаний будинок. В цьому будинку вони знаходять  зброю, запаси їжі та каное.  Використовуючи свій кишеньковий ніж, свого часу подарований Робертом, Чарльз випадково виявляє інформацію, що свідчить про зраду його дружини та Роберта. У відвертій розмові Роберт підтверджує це та висловлює наміри вбити Чарльза. Тримаючи його під прицілом, Роберт виводить Чарльза з будинку. В ході розмови він робить невдалий крок та попадає у ведмежу пастку, яка була обладнана на дворі будинку, та отримує важке поранення. Але Чарльз витягує Роберта з пастки, надає першу допомогу і намагається врятувати його на каное. Та під час однієї із зупинок на березі річки Роберт вмирає. Чарльза рятує гелікоптер. Повернувшись, він дає зрозуміти дружині, що знає про її зраду, а репортерам повідомляє, що супутники загинули, рятуючи його життя.

## У ролях
| Актор           | Роль        |
| --------------- | ----------- |
| Ентоні Гопкінс  | Чарльз Морс |
| Алек Болдвін    | Боб Грін    |
| Ель Макферсон   | Міккі Морс  |
| Гарольд Перріно | Стів        |
| Л. К. Джонс     | Стайлз      |

## Закадрове озвучення
- Російське багатоголосе закадрове озвучення телеканалу «ICTV». Деякі чоловічі ролі озвучував Володимир Терещук.
- Українське багатоголосе закадрове озвучення телекомпанії «Новий канал». Ролі озвучували: Олег Лепенець, Михайло Жонін та Лідія Муращенко[6].
- Українське багатоголосе закадрове озвучення студії «1+1». Ролі озвучували: Олег Лепенець, Михайло Жонін та Олена Яблочна[6].
- Українське багатоголосе закадрове озвучення студії «Так Треба Продакшн» на замовлення телеканалу «ICTV2». Ролі озвучували: Сергій Ладєсов, Іван Подхалюзін, Тамара Морозова та Тетяна Руда[6].
- Українське двоголосе закадрове озвучення студії «1+1». Ролі озвучували: Андрій Твердак та Олена Яблочна[6].

## Цікаві факти
- Літак, залучений до знімання фільму, також використовувався у фільмі «Шість днів, сім ночей» (1998), де, як і в цій стрічці, зазнає аварії.
- Книга «Загублені у дикому світі» (Lost in the wilds), яку читає герой Ентоні Гопкінса, була придумана спеціально для фільму[7].